# GPSゾンデ

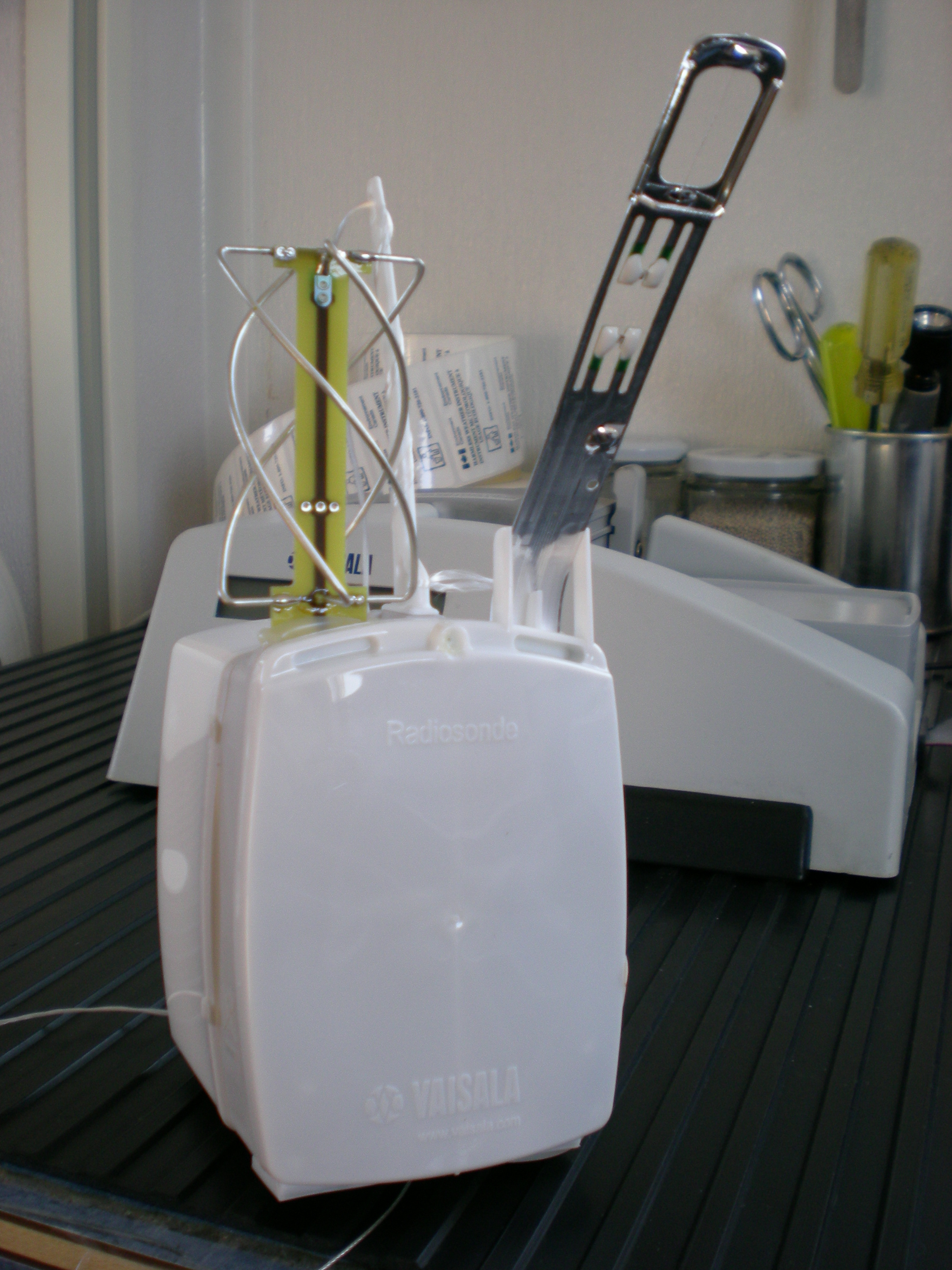
ヴァイサラ社のGPSラジオゾンデRS92型。

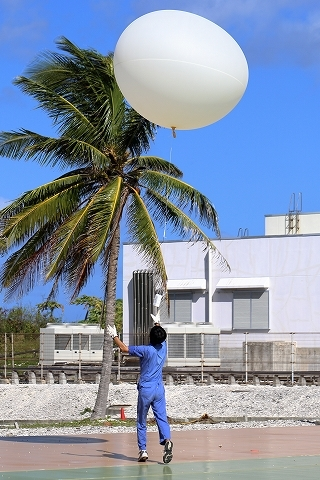
風船につけて飛揚する様子。南鳥島にて。

GPSゾンデ (GPS Sonde)は、高層気象観測機器のラジオゾンデの一種で、レーウィンゾンデと同等の上空の気圧、気温、湿度や風向、風速の観測機能を持つ気象観測機器である。
GPSゾンデではゾンデの位置データの観測にGPS衛星の測位データが用いられ、気象観測データとして用いられる。

## 概要

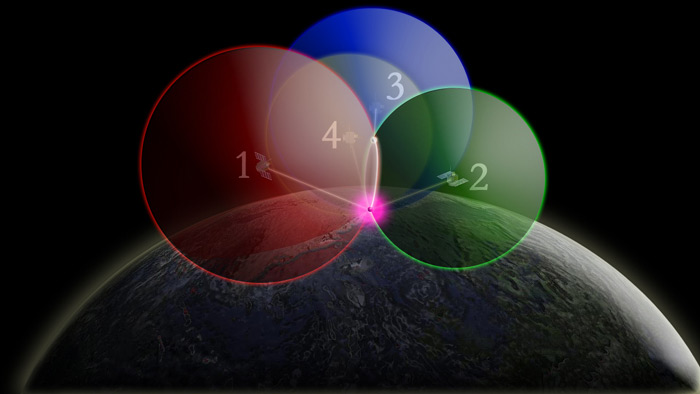
GPS衛星による3次元測位には最低4個のGPS衛星の受信が必要である。

GPSゾンデは、気圧、気温、湿度の気象観測とともにGPSの電波を受信解析する機能を搭載した高層気象観測機器である。
ゴム気球で観測機器を飛ばすことにより、従来の上空の気圧、気温、湿度の気象観測のほか、ゾンデ自機のGPS情報を複数(3次元測位の場合4個以上)のGPS衛星の基準電波を受信し、3次元の位置情報をデータ解析の上、随時地上の観測基地に送信し、気象観測ソフトウェアにより気圧、気温、湿度の気象データとともにデータ解析により高度や風向・風速を観測するものである。（GPS情報は原理的な誤差や人為的に付加される誤差があるため、DGPS（相対測位方式）などにより誤差数m程度まで観測データの補正が行なわれることが多い。）
従来のレーウィンゾンデの場合、気圧、気温、湿度の観測データはゾンデから直接送られてくるが、ゾンデの高度は地上の気圧観測値と海抜高度を基に上空の気圧、気温、湿度、重力加速度を使い計算（測高公式）によって算出した推測値である。　また風向、風速はゾンデから発信される電波の来る方向（高度角と方位角）を地上に設置した方向探知機システムにより測定し、飛揚からの経過時間によって推測される高度を組み合わせることによりゾンデの三次元的な位置が決定される。
その一方で、GPSゾンデの場合は気圧、気温、湿度はもとより高度や風向、風速データの元となるGPSの3次元位置情報が一括でゾンデから送信され、地上ではデータを受信しソフトウェアによるデータ解析により各種観測データを求めることができる。　ゾンデ自体が自機の位置情報を取得するため、レーウィンゾンデでは必要だったゾンデの位置を追跡する地上の方向探知器システムが不要である。
GPSゾンデは近年小型軽量化が著しく、観測システムが簡素化され無人観測システムなどの構築も容易になるなどメリットが大きいことから、気象庁の離島の観測地点や大学の研究機関などで従来のレーウィンゾンデから置き換わりつつある。
18,000 m (59,000 ft)以上の高度では対共産圏輸出統制委員会(COCOM)規制の名残で大陸間弾道ミサイルのような用途への搭載を防ぐために大半のGPSモジュールは使用できないが、中国Quectel社製のGPSモジュールはballoon modeとして高度80kmまでサポートするなど、高高度気球に使えるモジュールもいくつか存在する。
専用チップを用いずソフトウェア無線、FPGAやオープンソースのプログラムを用いる機器も製作・販売されており、これらの機器を使用することでも規制を回避できる。例として、GNSS-SDRやRTKLIBといったオープンソース・ソフトウェアがあり、地デジ用USBチューナを使って取得したGPS信号をパソコン上で解析して測位することさえ可能である。